# Олга Кузњецова
Олга Кузњецова (рођена Клочнева Самара, 17. новембар 1968), је руска спортисткиња која се такмичи у стрељаштву. 
На Олимпијским играма у Атланти у дисциплини ваздуши пиштољ освојила је златну медаљу што јој је до сада највећи успех у каријери. У Сиднеју је била седма, а у Атини девета. 
На Светском првенству освојила је бронзу 2002. малокалибарским пиштољем, а у Варшави 1997. освојила је европско злато ваздушним пиштољем. У Светском купу освојила је кристални глобус 1994. малокалибарским пиштољем.